# Portnäset
Portnäset är en halvö i Finland. Den ligger i Pargas stad landskapet Egentliga Finland, i den södra delen av landet, 150 km väster om huvudstaden Helsingfors.